# Marco Almeida
Marco António Bernardo Paracana Almeida, noto semplicemente come Marco Almeida (Barreiro, 4 aprile 1977), è un ex calciatore portoghese, di ruolo difensore.

## Carriera

### Club
Ha giocato nella massima serie dei campionati portoghese, inglese e cipriota.